# L-フクロース-リン酸アルドラーゼ
L-フクロース-リン酸アルドラーゼ(L-fuculose-phosphate aldolase、EC 4.1.2.17)、以下の化学反応を触媒する酵素である。
L-フクロース-1-リン酸{\displaystyle \rightleftharpoons }ジヒドロキシアセトンリン酸 + (S)-ラクトアルデヒド
従って、この酵素の基質はL-フクロース-1-リン酸のみ、生成物はジヒドロキシアセトンリン酸（グリセロンリン酸）と(S)-ラクトアルデヒドの2つである。
この酵素はリアーゼ、特に炭素-炭素結合を切断するアルデヒドリアーゼに分類される。系統名は、L-フクロース-1-リン酸 (S)-ラクトアルデヒドリアーゼ (グリセロンリン酸形成)(L-fuculose-1-phosphate (S)-lactaldehyde-lyase (glycerone-phosphate-forming))である。他に、L-fuculose 1-phosphate aldolase、fuculose aldolase、L-fuculose-1-phosphate lactaldehyde-lyase等とも呼ばれる。この酵素は、フルクトースとマンノースの代謝に関与している。

## 構造
2007年末時点で、20個の構造が解明されている。蛋白質構造データバンクのコードは、1DZU、1DZV、1DZW、1DZX、1DZY、1DZZ、1E46、1E47、1E48、1E49、1E4A、1E4B、1E4C、1FUA、2FK5、2FLF、2FUA、2OPI、3FUA及び4FUAである。